# Municipio de Vienna (Illinois)
El municipio de Vienna (en inglés: Vienna Township) es un municipio ubicado en el condado de Grundy en el estado estadounidense de Illinois. En el año 2010 tenía una población de 687 habitantes y una densidad poblacional de 7,44 personas por km².

## Geografía
El municipio de Vienna se encuentra ubicado en las coordenadas 41°14′31″N 88°31′24″O / 41.24194, -88.52333. Según la Oficina del Censo de los Estados Unidos, el municipio tiene una superficie total de 92.39 km², de la cual 92,33 km² corresponden a tierra firme y (0,06 %) 0,06 km² es agua.

## Demografía
Según el censo de 2010, había 687 personas residiendo en el municipio de Vienna. La densidad de población era de 7,44 hab./km². De los 687 habitantes, el municipio de Vienna estaba compuesto por el 93,89 % blancos, el 0,58 % eran amerindios, el 0,29 % eran asiáticos, el 3,64 % eran de otras razas y el 1,6 % eran de una mezcla de razas. Del total de la población el 5,53 % eran hispanos o latinos de cualquier raza.